# Adolph Wilhelm Dinesen

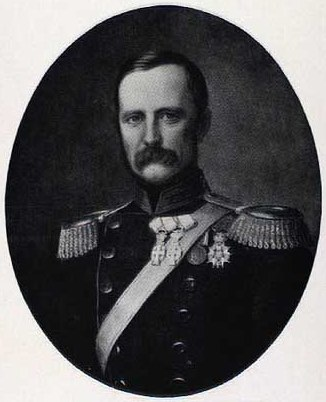
A. W. Dinesen

Adolph Wilhelm Dinesen (* 27. Dezember 1807 in Kragerup; † 10. Juli 1876 in Katholm) war ein dänischer Offizier, Schriftsteller und Politiker.

## Leben
Dinesen war der Sohn von Jens Kraft Dinesen (1768–1827) und Johanne Ulrica Birgitte Christine Dinesen, geborene Gøring (1774–1829). Er hatte sieben Geschwister und war der drittälteste Sohn. Als Erwachsener wurde er meist als A. W. Dinesen bezeichnet. 1839 erbte er das Schloss Katholm. Er diente in der dänischen Artillerie und brachte es dort bis zum Major. Seine Kriegserlebnisse schilderte er in mehreren Büchern. Dinesen war Ritter der Ehrenlegion.
Aus der Ehe mit Dagmar Alvilda Dinesen, geborene von Haffner (1818–1874), gingen acht Kinder hervor, darunter Wilhelm Dinesen. Er war der Großvater von Tania Blixen.

## Veröffentlichungen (Auswahl)
- Abd-el-Kader og Forholdene mellem Franskmænd og Arabere i de nordlige Africa, 1840.
- Den slesvigske Krig i 1848, 1848.